# Joel Kinnaman
Joel Kinnaman (született Charles Joel Nordström, Stockholm, 1979. november 25. –) svéd-amerikai színész. Legismertebb szerepei Johan 'JW' Westlund az Instant dohány című nagy sikerű svéd filmből, és Stephen Holder a The Killing című televíziós sorozatból.

## Magánélet
Stockholmban, Svédország fővárosában született 1979. november 29-én. Édesanyja, Bittie svéd, míg édesapja, Steve Kinnaman (eredeti nevén David Kinnaman) amerikai, aki a vietnámi háború idején hagyta el szülőhazáját, az Amerikai Egyesült Államokat. Joel Kinnaman így svéd és amerikai állampolgársággal is rendelkezik.  Öt testvére közül féltestvére, Melinda Kinnaman szintén színész. Jelenleg Olivia Munn amerikai színésznővel jár.

## Pályafutás
Kinnaman színészi karrierje 2002-ben kezdődött, azonban az áttörést csak a 2009-ben forgatott I skuggan av värmen című svéd film hozta meg számára. Még ebben az évben megkapta Frank Wagner szerepét a Johan Falk című filmsorozatban, amelyért Svédországban Guldbagge-díjra is jelölték a legjobb mellékszereplő kategóriában. Ezután kapta meg az Instant dohány című film főszerepét, amely már nemzetközi sikereket is hozott számára. Kinnaman annak érdekében, hogy az USA-ban is minél nagyobb ismertségre tehessen szert, felfogadott egy ügynököt, történetesen ugyanazt a személyt, aki Johnny Deppet is képviseli. 2010-ben kapta meg első nagyobb szerepét A legsötétebb óra című orosz-amerikai thrillerben. 2011 áprilisától láthatjuk Steven Holder nyomozó szerepében a The Killing című sorozat egyik oszlopos tagjaként, amely az AMC amerikai televíziós csatorna egyik sikersorozata lett.
Kinnaman esélyes volt a Thor és a Mad Max 4 című mozifilmek főszerepeire is, végül azonban nem rá esett a választás. Saját bevallása szerint, bár nagyon elszánt, és szeretne ismertté válni az Egyesült Államokban is, egyáltalán nem érzi úgy, hogy minden onnan érkező szerepajánlatot el kellene fogadnia. „Valami izgalmasra vágyom, még mindig fiatal vagyok a pályán, így muszáj bátornak lennem akkor is, ha a kudarc lehetősége is fennáll.”
2012 márciusában jelentették be, hogy ő játssza majd a főszerepet, Alex James Murphy karakterét az 1987-es Robotzsaru 2014-es újrafeldolgozásában.

## Filmográfia

### Film
| Év   | Magyar cím                              | Eredeti cím                                 | Szerep                   | Magyar hang   |
| ---- | --------------------------------------- | ------------------------------------------- | ------------------------ | ------------- |
| 2002 |                                         | Den osynlige                                | Kalle                    |               |
| 2003 |                                         | Hannah med H                                | Andreas                  |               |
| 2005 |                                         | Tjenare kungen                              | Dickan                   |               |
| 2005 | Vihar                                   | Storm                                       | csapos                   |               |
| 2007 |                                         | Arn – The Knight Templar                    | Sverker Karlsson         |               |
| 2008 |                                         | Arn – The Kingdom at Road's End             | Sverker Karlsson         |               |
| 2009 |                                         | In Your Veins                               | Erik                     |               |
| 2009 | Johan Falk: GSI: Speciális akciócsoport | Johan Falk – Gruppen för särskilda insatser | Frank Wagner             | Fehér Tibor   |
| 2009 | Johan Falk: Fegyvertestvérek            | Johan Falk – Vapenbröder                    | Frank Wagner             | Fehér Tibor   |
| 2009 | Johan Falk: Kiemelt célpont             | Johan Falk – National Target                | Frank Wagner             | Fehér Tibor   |
| 2009 | Johan Falk: A túsz                      | Johan Falk – Leo Gaut                       | Frank Wagner             | Fehér Tibor   |
| 2009 | Johan Falk: Kiemelt ügyek csoportja     | Johan Falk – Operation Näktergal            | Frank Wagner             | Fehér Tibor   |
| 2009 | Johan Falk: A bosszú                    | Johan Falk – De fredlösa                    | Frank Wagner             | Fehér Tibor   |
| 2009 | Simon és Malou                          | Simon & Malou                               | Stefan                   |               |
| 2010 | Instant dohány                          | Easy Money                                  | Johan "JW" Westlund      |               |
| 2011 | A tetovált lány                         | The Girl with the Dragon Tattoo             | Christer Malm            |               |
| 2011 | A legsötétebb óra                       | The Darkest Hour                            | Skyler                   | Bozsó Péter   |
| 2012 | Védhetetlen                             | Safe House                                  | Keller                   | Klem Viktor   |
| 2012 | Lola Versus                             | Lola Versus                                 | Luke                     | Miller Zoltán |
| 2012 | Instant dohány 2.                       | Easy Money II: Hard to Kill                 | Johan "JW" Westlund      |               |
| 2012 | Johan Falk: Játékszabályok              | Johan Falk – Spelets regler                 | Frank Wagner             | Fehér Tibor   |
| 2012 | Johan Falk: Bandaháború                 | Johan Falk – De 107 patrioterna             | Frank Wagner             | Fehér Tibor   |
| 2012 | Johan Falk: Rablások rablása            | Johan Falk – Alla råns moder                | Frank Wagner             | Fehér Tibor   |
| 2012 | Johan Falk: Emberrablás                 | Johan Falk – Organizatsija Karayan          | Frank Wagner             | Fehér Tibor   |
| 2012 | Johan Falk: Meztelen igazság            | Johan Falk – Barninfiltratören              | Frank Wagner             | Fehér Tibor   |
| 2012 | Johan Falk: Kódnév – Liza               | Johan Falk – Kodnamn Lisa                   | Frank Wagner             | Fehér Tibor   |
| 2013 | Instant dohány 3.                       | Easy Money III: Life Deluxe                 | Johan "JW" Westlund      |               |
| 2014 | Robotzsaru                              | RoboCop                                     | Alex Murphy / Robotzsaru | Fehér Tibor   |
| 2015 | Kupák lovagja                           | Knight of Cups                              | Errol                    |               |
| 2015 | Éjszakai hajsza                         | Run All Night                               | Mike Conlon              | Fenyő Iván    |
| 2015 | A 44. gyermek                           | Child 44                                    | Wasilij Nikitin          | Welker Gábor  |
| 2016 | Suicide Squad – Öngyilkos osztag        | Suicide Squad                               | Rick Flag                | Zöld Csaba    |
| 2016 | A tél vidéke                            | Edge of Winter                              | Elliot Baker             | Welker Gábor  |
| 2019 | A lengyel spicli                        | The Informer                                | Pete Koslow              | Fehér Tibor   |
| 2020 | Philadelphia hangjai                    | Brothers by Blood                           | Michael Flood            | Welker Gábor  |
| 2020 | Titkok fogságában                       | The Secrets We Keep                         | Thomas Steinman          | Welker Gábor  |
| 2021 | The Suicide Squad – Az öngyilkos osztag | The Suicide Squad                           | Rick Flag                | Zöld Csaba    |
| 2023 | Barátság az ördöggel                    | Sympathy for the Devil                      | sofőr                    | Király Attila |
| 2023 | Csendes éj                              | Silent Night                                | Brian Godlock            | Király Attila |
| 2024 | A csend rabjai                          | The Silent Hour                             | Frank Shaw nyomozó       | Bozsó Péter   |

### Televízió
| Év        | Magyar cím  | Eredeti cím     | Szerep                       | Megjegyzés                          |
| --------- | ----------- | --------------- | ---------------------------- | ----------------------------------- |
| 1990–1991 |             | Storstad        | Felix Lundström              | svéd televíziós sorozat (33 epizód) |
| 2006      |             | Vinnarskallar   | Gurra                        | svéd televíziós sorozat             |
| 2008      |             | Andra Avenyn    | Gustav                       | svéd televíziós sorozat (2 epizód)  |
| 2009      |             | 183 dagar       | Byron                        | svéd televíziós sorozat (3 epizód)  |
| 2011–2014 | Gyilkosság  | The Killing     | Stephen Holder               | 44 epizód                           |
| 2016–2017 | Kártyavár   | House of Cards  | William "Will" Conway        | 15 epizód (4-5. évad)               |
| 2018–2020 | Valós halál | Altered Carbon  | Takeshi Kovács / Elias Ryker | 11 epizód                           |
| 2019–2021 | Hanna       | Hanna           | Erik Heller                  | 12 epizód                           |
| 2019–     |             | For All Mankind | Edward Baldwin               | 40 epizód                           |
| 2021      |             | In Treatment    | Adam                         | 8 epizód (4. évad)                  |